# Here She Comes Now
«Here She Comes Now» — песня The Velvet Underground, вошедшая четвёртым треком на альбом White Light/White Heat. Первая известная запись песни относится к 1967 г.; изначально предполагалось, что она будет исполняться Нико (которая, действительно, пела её на нескольких шоу Exploding Plastic Inevitable), но в итоге она была записана с Лу Ридом на лид-вокале. Из всех песен с альбома она отличается наиболее простой и традиционной песенной структурой. Широкому слушателю песня известна по кавер-версии Nirvana, вошедшей на сплит-сингл с Melvins, би-сайдом на который был включен кавер Melvins на другую известную песню The Velvet Underground, «Venus in Furs». Кроме того, кавер-версии этой песни были записаны такими исполнителями, как Cabaret Voltaire и Galaxie 500. В 2009 г. песня была включена в саундтрек к фильму «Парк культуры и отдыха».

## Состав
- Лу Рид — ритм-гитара, вокал
- Джон Кейл — альт, бас-гитара, фортепиано
- Стерлинг Моррисон — гитара
- Морин Такер — перкуссия

## Лирические интерпретации
Авторы истолковали двусмысленность названия как означающую, что песня о сексе и женском оргазме. Из-за того, что группа любит писать песни, связанные с употреблением наркотиков, слово «она» также считается метафорой наркотиков и «ожидания опьянения, которое не наступает». На это также указывают женские кодовые названия наркотиков, такие как «Люси» для ЛСД. Джерард Маланга и Виктор Бокрис, авторы книги Uptight: The Velvet Underground Story, описали эту песню как «довольно симпатичную 4-строчную диссертацию о возможности появления девушки». Другая распространенная интерпретация состоит в том, что песня о страусиной гитаре Рида. Строка «Она сделана из дерева» и привычка Рида восклицать «Вот она идет сейчас» перед тем, как солировать на различных живых записях и выступлениях, подтверждают это.